# Ralsko
Ralsko (in tedesco Roll) è una città della Repubblica Ceca facente parte del distretto di Česká Lípa, nella regione di Liberec.